# Новомихайловское шоссе
Новомиха́йловское шоссе́ — шоссе в Новомосковском и Троицком административных округах города Москвы. Большая часть шоссе на данный момент не сдана в эксплуатацию, однако уже имеет название.

## География
Шоссе начинается в районе д. Мамыри и идёт на юго-запад до ЦКАД, где заканчивается между деревней Шахово и посёлком Шишкин Лес, пересекая реки Незнайка и Десна.

## Происхождение название
Получило название по деревне Новомихайловское вблизи посёлка Шишкин Лес, недалеко от того места, где заканчивается шоссе.

## Транспорт
На Филатовском шоссе вблизи пересечения с Новомихайловским находится станция метро «Прокшино».
На Новомихайловское шоссе заезжают автобусы:
- 313  2-й микрорайон Южного Бутова — Улица Лобановский Лес (через  Прокшино)
- 504  Тёплый Стан — Улица Лобановский Лес (через  Прокшино)
- 982  Тёплый Стан — Посёлок Мосрентген
- c19  ЖК Испанские Кварталы — Сосенское
- 982к  Тёплый Стан — ЖК Испанские Кварталы